# Montigny-devant-Sassey
Montigny-devant-Sassey ist eine französische Gemeinde mit 131 Einwohnern (Stand: 1. Januar 2022) im Département Meuse in der Region Grand Est (vor 2016: Lothringen). Sie gehört zum Arrondissement Verdun und zum Kanton Stenay. 

## Geographie
Montigny-devant-Sassey liegt etwa 45 Kilometer nordnordwestlich von Verdun. Umgeben wird Montigny-devant-Sassey mit den Nachbargemeinden Halles-sous-les-Côtes im Norden, Wiseppe im Norden und Nordosten, Saulmory-Villefranche im Osten, Mont-devant-Sassey im Südosten und Süden, Villers-devant-Dun im Südwesten, Tailly im Westen sowie Beauclair im Nordwesten.

## Bevölkerungsentwicklung
| Jahr                       | 1962 | 1968 | 1975 | 1982 | 1990 | 1999 | 2006 | 2011 | 2019 |
| Einwohner                  | 215  | 184  | 139  | 115  | 137  | 182  | 145  | 131  | 111  |
| Quellen: Cassini und INSEE |      |      |      |      |      |      |      |      |      |

## Sehenswürdigkeiten
- Kirche Saint-Martin, 1925 wieder errichtet

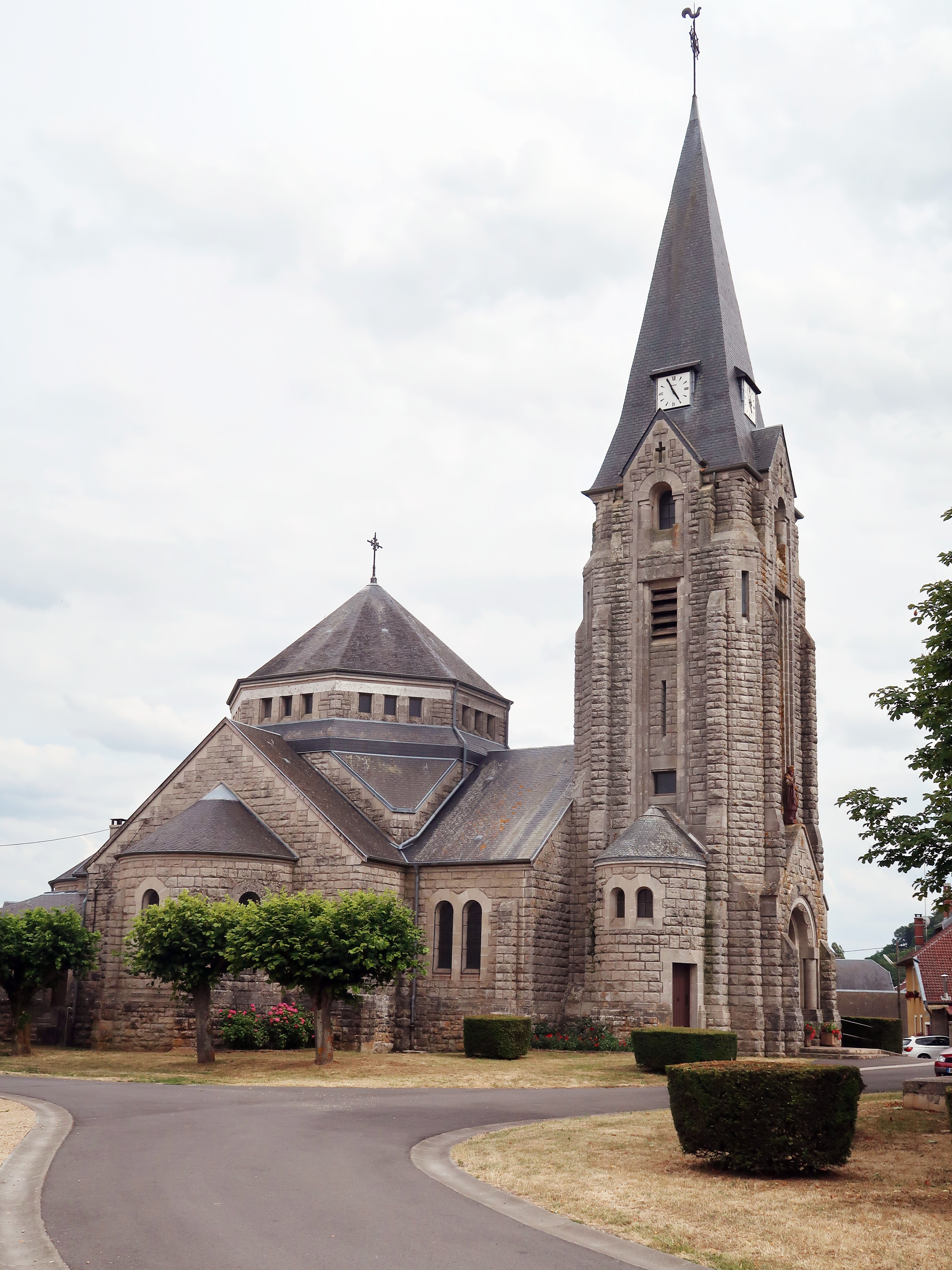
Kirche Saint-Martin